# Paul Lelong
Pour les articles homonymes, voir Lelong.
Paul Lelong (29 juillet 1799, Paris - 11 septembre 1846, château d'Ablois du comte Roy à Saint-Martin-d'Ablois, Marne) est un architecte français né à Paris. Il a été architecte des Domaines.
Il était le fils d'Alexandre Maximilien Lelong, architecte. Il s'est marié à Adelaïde Denyse Lebreton en 1831.

## Biographie
Élève de Châtillon à l'école des Beaux-Arts, il participe au concours du grand prix de Rome, en 1816.
En 1827, il est l'architecte du Grand Bazar de l'Industrie française ou bazar de l'Industrie, à l'angle du boulevard Poissonnière et de la rue Montmartre. Le bazar a été ouvert le 15 avril 1829.
Paul Lelong est chargé de faire le percement de la rue de la Banque et de construire les bâtiments publics sur la rue : bâtiment du Timbre et de l'Enregistrement, caserne des Gardes de Paris, mairie du 2e arrondissement.
N'ayant pas terminé ces bâtiments à sa mort, ils seront édifiés par d'autres architectes. François Guizot a nommé Victor Baltard pour remplacer Paul Lelong. La mairie du 2e arrondissement a été terminée par son collaborateur Alphonse-François-Joseph Girard.
Il est l'auteur de l'hôtel Talma (9 rue de la Tour-des-Dames, Paris), classé MH
Lelong est inhumé au cimetière du Père-Lachaise (29e division).